# Grenzschichtablösung

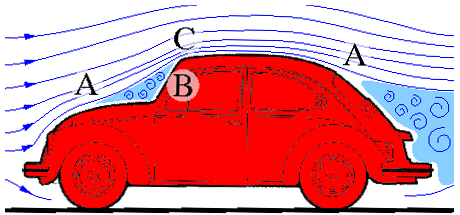
Strömung mit Stromlinien (blau) um ein Auto (rot) mit Grenzschichtablösungen (A) und Ablöseblase (B). An der Stelle C legt sich die Strömung wieder an.

Grenzschichtablösung ist ein strömungsmechanischer Effekt, der bewirkt, dass eine Strömung der Kontur eines umströmten Körpers nicht folgt, siehe Abbildung rechts. Stromabwärts der Ablösestellen (A) bildet sich zwischen der laminaren Hauptströmung (blaue Stromlinien) und der Körperkontur (schwarz) ein verwirbelter Bereich (hellblau), oft auch als Totwasser oder Nachlauf bezeichnet. Bei genügend großer Ausdehnung des Körpers kann sich die Strömung an anderer Stelle wieder an den Körper anlegen (C). Der verwirbelte Bereich (B) zwischen Ablöse- und Wiederanlegestelle bildet eine Ablöseblase.
Grenzschichtablösungen sind die Ursache von Strömungsabrissen mit oftmals unerwünschten, teilweise dramatischen Auswirkungen. Grenzschichtablösungen an Tragflügeln vermindern den Auftrieb, was bei Flugzeugen zu Abstürzen führen kann. Auch in Strahltriebwerken kann es zu Grenzschichtablösungen kommen, was einen Zusammenbruch der Antriebsleistung zur Folge haben kann. Aerodynamisch bewirken Ablösungen ein Rückstromgebiet, was den Strömungswiderstand erhöht, ein Effekt, der bei Flugzeugen, Autos und Schiffen zumeist unerwünscht, bei Luftbremsen, Fallschirmen oder Treibankern indessen willkommen ist.

## Grenzschichtablösung an Tragflügeln

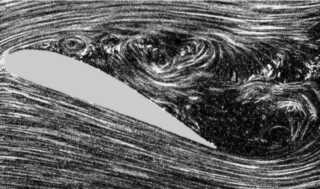
Grenzschichtablösung an der Oberseite eines Tragflügel-Profils.

Betrachtet man die Luftströmung um ein Flügelprofil bei zunehmendem Anstellwinkel, so zeigt sich, dass das Profil zunächst laminar umströmt wird. Bei einem bestimmten, nicht zu großem Anstellwinkel löst sich die Strömung dann teilweise von der Profilkontur ab und legt sich nach einer bestimmten Laufstrecke wieder an. Zwischen Ablösung und Wiederanlage hat sich eine laminare Ablöseblase gebildet, denn die Strömung ist bis zu ihrer Ablösung laminar.
In beiden Fällen entstehen Ablösungen im Bereich des Druckanstiegs, sind also hinter der dicksten Stelle des Profils zu beobachten. An der dicksten Stelle hat der Druck ein Minimum und steigt stromabwärts wieder an. Umgekehrt verhält es sich mit der Geschwindigkeit, die an der dicksten Stelle des Profils ein Maximum besitzt, stromabwärts durch den Druckanstieg verzögert wird und die Strömung kinetische Energie abgibt. Ist der Gegendruck groß genug, wird die Strömung instabil, es bildet sich Turbulenz und eine Ablöseblase.
Der Energieverlust in der Grenzschicht kann als Grund für die Ablösung der Strömung beim Überstreichen der Profilkontur angesehen werden. Die Strömung ist nach einer gewissen Lauflänge nicht mehr in der Lage, der Profilkontur zu folgen, so dass die Strömung die Kontur verlässt und sich von ihr ablöst. Nahe der Wand ist in einer turbulenten Strömung die Geschwindigkeit der Fluidelemente höher (siehe Abbildung „Strömungsgeschwindigkeiten“), so dass sie einem Druckanstieg länger entgegen laufen und der Kontur weiter folgen können. Jedoch wirkt sich diese Anreicherung an kinetischer Energie in einem Anstieg des Strömungswiderstands aus.
Die Strömung um den Tragflügel wird von der Grenzschichtablösung behindert, weswegen sie einen negativen Einfluss auf die Flugleistung eines Flugzeugs hat. Je größer der Anstellwinkel des Profils ist, desto früher löst sich die Strömung von der Oberseite, bis sie sich nicht mehr anlegen kann, siehe Abbildung „Grenzschichtablösung“. Dieser sogenannte Strömungsabriss kann zum Absturz des Fluggeräts führen.
Mit Hilfe von Turbulatoren ist es möglich, die Grenzschichtströmung absichtlich turbulent werden zu lassen. Durch die Turbulenz erhöht sich der Impulsaustausch. In Wandnähe wird die Strömung hierdurch energiereicher, kann der Profilkontur leichter folgen und die Ablöseblase wird so verhindert. Da jedoch der Ort der Ablöseblase vom Anstellwinkel abhängt, ist eine allgemein optimale Stelle für die Turbulatoren auf der Flügeloberfläche über dem gesamten Anstellwinkelbereich nicht eindeutig bestimmbar. Auf der Oberseite des Flügels macht es keinen Sinn, der Strömung Turbulenz aufzuzwingen, da auf Grund der Geometrie des Profils der Bereich der Ablösungen auf dem Flügel über den gesamten Anstellwinkelbereich zu groß ist. Beim Einsatz von Turbulatoren ist ein Kompromiss zwischen guten Flugleistungen im Langsamflug und Schnellflug praktisch nur durch Platzierung auf der Profilunterseite erreichbar. Hier entsteht nur im Schnellflug, also bei geringen Anstellwinkeln, eine Ablöseblase.

## Strömungsmechanischer Hintergrund
Bei schlanken, nicht zu stark gegenüber der Hauptströmung geneigten Körpern und genügend großer Reynolds-Zahl kann im Großteil des Strömungsfeldes die Viskosität des Mediums vernachlässigt werden. Keinesfalls zu vernachlässigen ist jedoch der Einfluss der Viskosität in Wandnähe – in der sogenannten Grenzschicht. Die Dicke dieser Grenzschicht ist bei anliegender Strömung zwar sehr klein, in ihr bildet sich aber der Reibungswiderstand des umströmten Körpers, der mit dem Druckwiderstand zusammen den Strömungswiderstand eines Körpers ausmacht. Direkt am Körper haften die Fluidelemente am Körper (Haftbedingung) und innerhalb der Grenzschicht gleicht sich ihre Geschwindigkeit an die der Hauptströmung an. Der Druck ist über die Dicke der Grenzschicht näherungsweise konstant und wird durch die Hauptströmung aufgeprägt.

### Laminare Grenzschichtablösung

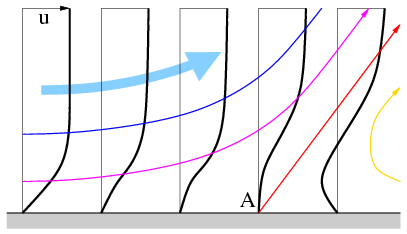
Umströmung einer Platte (grau) mit Grenzschicht (unter der blauen Linie), Stromlinien (rötlich), Ablösestelle A und wandparalleler Geschwindigkeit u

In einem Fluid (Flüssigkeit oder Gas) mit geringer Viskosität ist in einer stationären Strömung, in der die potentielle Energie keine Rolle spielt, die Summe aus kinetischer Energie und dem statischen Druck, der Totaldruck, entlang einer Stromlinie konstant. Der statische Druck ist der Druck, den ein mit der Strömung mitbewegtes Fluidelement verspürt. Nimmt der statische Druck nahe einer Wand in Strömungsrichtung zu, wird die Hauptströmung verzögert und die wandnahen langsameren Fluidelemente werden durch die Reibung noch stärker abgebremst. Ist die Verzögerung groß genug, tritt ein Rückstromgebiet auf (in der Abbildung orange, ganz rechts), und die Strömung löst sich von der Wand ab. An der Ablösestelle A verlässt eine Stromlinie (rot) die Wand in einem bestimmten Winkel. Bei nicht zu großen Reynolds-Zahlen kann sich die Grenzschicht bereits jetzt ablösen, was dann eine laminare Grenzschichtablösung definiert. An dieser Stelle ist die Strömung jedoch instabil und schlägt oft in turbulente Strömung um. Die Ablösestelle ist dort, wo an der Wand der Gradient der wandparallelen Geschwindigkeit u senkrecht zur Wand (in y-Richtung) verschwindet:
{\displaystyle \left.{\frac {\partial u}{\partial y}}\right|_{y=0}=0\,,}
siehe die dicken, schwarzen, von unten nach oben verlaufenden Linien, die die horizontale Geschwindigkeitskomponente illustrieren. In Newton’schen Fluiden ist die Wandschubspannung proportional zu diesem Geschwindigkeitsgradient und daher an der Ablösestelle gleich null.

### Turbulente Grenzschichtablösung

Strömungsgeschwindigkeiten in einem Rohr bei laminarer Strömung (A) und turbulenter Strömung (B,C), zeitlich gemittelt (B) bzw. momentan (C)

Bei höherer Reynolds-Zahl beginnt hinter der Ablösestelle eine turbulente Grenzschicht, die durch die Wirbel aufgedickt ist (blaue Linie in Abbildung Plattenumströmung). Turbulente Strömungen besitzen aufgrund des bauchigeren Strömungsprofils in Wandnähe höhere Geschwindigkeiten (siehe Abbildung rechts), die einen höheren Impuls der Fluidelemente mit sich bringt. Mit diesem Impuls vermögen die Fluidelemente einem steigenden Druck länger entgegen zu laufen: eine Ablösung tritt daher erst später auf als bei einer laminaren Grenzschicht. Die plötzliche Abnahme des Strömungswiderstandskoeffizienten einer Kugel um eine Größenordnung bei Re=4·105 erklärt sich durch das Turbulentwerden der Grenzschicht, denn weil diese auf der Leeseite der Kugel länger anliegt, fällt der turbulente Nachlauf mit niedrigem Druck schmaler aus, so dass der Druckwiderstand schlagartig zurückgeht.
Bei genügend hohem Druckanstieg vermag auch eine turbulente Grenzschicht der Kontur nicht mehr zu folgen, was dann letztendlich zur turbulenten Grenzschichtablösung führt.

### Wiederanlage der Strömung

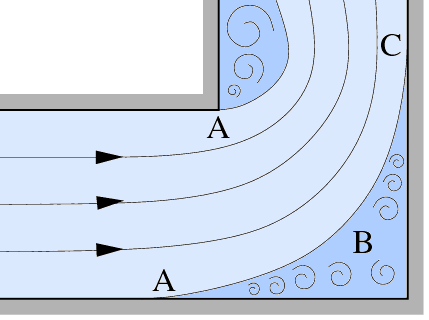
Kanalströmung um eine Ecke mit Ablösestellen (A), Ablöseblase (B) und Wiederanlage (C)

Eine Grenzschichtablösung hat ihre Ursache in einem gegenläufigen Druckanstieg und wenn diese Ursache verschwindet, vermag sich eine Strömung auch wieder anzulegen. Das ist beispielsweise bei einer Strömung durch ein Knie der Fall, siehe Abbildung rechts: Im Außenradius der Strömung nimmt die Geschwindigkeit ab und der Druck –  gemäß der Bernoulli’schen Druckgleichung – zu, was zur Ablöseblase (B) führt. Hinter dem Knie nimmt die Geschwindigkeit wieder zu und der Druck ab: Die Strömung legt sich wieder an. Ähnliche Ablösungen wie vor dem Knie können sich auch vor einer Verengung eines durchflossenen Rohres bilden. Im verengten Bereich des Rohres ist bei konstantem Massenfluss die Geschwindigkeit erhöht und der statische Druck verringert, so dass die Strömung sich dort wieder anlegt.

### Periodische Ablösungen
Periodische Wirbelablösungen wie bei der Kármán’schen Wirbelstraße verursachen auf der Struktur durch ebenso periodische Druckverteilungen periodische Kräfte mit einer bestimmten Frequenz. Wenn die Anregungsfrequenz mit einer Eigenfrequenz der Struktur übereinstimmt kommt es zu Resonanzeffekten, die zu Schädigung der Struktur führen können. Bei genügend hoher Frequenz können solche periodischen Ablösungen auch hörbaren Schall erzeugen.
Schallabstrahlung bei periodischen Ablösungen können auch dann auftreten, wenn die Instabilität an der Ablösestelle durch ein von der Ablösung ausgelöstes akustisches Schallfeld getriggert wird. Durch diese Rückkopplung kann es bei Resonanz zu Pfeiftönen mit hohen Schallpegeln kommen.
Solche Schallquellen können durch sogenannte Turbulatoren vermieden werden.

## Einflüsse auf und Beeinflussung von Ablösungen
Die Bildung einer Ablösung ist besonders von der Reynolds-Zahl
{\displaystyle \mathrm {Re} ={\frac {vl}{\nu }}={\frac {\rho vl}{\eta }}}
abhängig, also von der Strömungsgeschwindigkeit {\displaystyle v}, einer charakteristischen Länge im Strömungsfeld {\displaystyle l} (kann auch ein Krümmungsradius sein), der kinematischen Viskosität ν, der dynamischen Viskosität η= ν·ρ und/oder der Dichte ρ des Mediums. Allgemein bewirken allmähliche Erweiterungen von Kanälen oder genügend schlanke, stromlinienförmige, in Strömungsrichtung liegende Körperkonturen, dass die Beschleunigung der äußeren Strömung gegenüber dem Druckanstieg überwiegt und die Strömung anliegend bleibt.
In Natur und Technik gibt es viele Anpassungen, um die Strömungsablösung hinauszuzögern oder zu verhindern, wenn die obigen Anforderungen nicht eingehalten werden können. Die Alula bei Vögeln bewirkt ähnlich wie Vorflügel eine verspätete Ablösung bei geringen Geschwindigkeiten. Umlenkschaufeln in einem Windkanal sollen Strömungsablösungen in einer Innenströmung verhindern. Ablöseblasen können abgesaugt werden und der Impuls der Wand nahen Strömung kann durch Einblasen erhöht werden, was beides ein Anliegen der Grenzschicht fördert, siehe Absaugen/Ausblasen der Grenzschicht.
Weil turbulente Grenzschichten aufgrund ihrer höheren Strömungsgeschwindigkeit in Wandnähe später ablösen als laminare Grenzschichten, besitzen Tennis- und Golfbälle ein Fell oder Dellen, die als Turbulatoren ein längeres Anliegen der Strömung gewährleisten, was den Druckwiderstand verringert, so dass die Bälle schneller und weiter fliegen. Jede Wand besitzt –  auch unter einer turbulenten Grenzschicht – eine laminare Unterschicht. Erst wenn die Rauigkeit diese Unterschicht durchstößt, hat sie einen Einfluss auf die Grenzschicht, den Reibungswiderstand und die Strömung. Wenn die Unterschicht die Rauigkeit hingegen vollständig bedeckt, ist die Wand „hydraulisch glatt“.